# Multivision
Multivision est un ancien service de télévision français de programmes à la séance, appartenant au Groupe TPS. Il est alors l'équivalent de Kiosque, devenu Ciné+ (une chaîne de programmes à la séance) sur Canalsat.

## Histoire de la chaîne

Logo des chaînes et services Multivision du 2 novembre 2005 au 2 juin 2008

Multivision est lancée le 30 mai 1994 sur le câble par Lyonnaise Communications, France Télécom, la CLT et TF1. Pour accéder au service, un Visiopass est nécessaire, mais les commandes peuvent être aussi réglées par téléphone ou minitel. En un mois, près de 8000 foyers utilisent Multivision. À partir du 24 janvier 1997, elle devient une filiale du bouquet de télévision par satellite TPS qui diffuse l'offre sur son bouquet. À l'origine, deux déclinaisons existent : Multivision Cinéma et Multivision Sport.
À partir de janvier 1998, une nouvelle déclinaison voit le jour, Multivision Théâtre (Multivision Spectacle à l'époque), qui sélectionne une vingtaine de nouvelles pièces par an, avec des grands succès toujours à l'affiche pour certains et filmés avec de nouvelles techniques d’enregistrement numérique.
En 2006, d'autres déclinaisons apparaissent : Multivision Charme, Multivision Liberté, Multivision UFC (diffusant l'Ultimate Fighting Championship) et Multivision VOD. La chaîne, ainsi que ses déclinaisons, cessent leurs programmes le 2 juin 2008.

## Organisation

### Capital
De 1994 à 1996, Multivision est contrôlée par la Lyonnaise Communications à 26%, France Télécom à 25%, la CLT à 24,5% et TF1 à 24,5%. À partir de 1996, Multivision est contrôlée par TPS à 78%, la Lyonnaise Câble à 12% et France Télécom à 10%.